# Joan Solà i Cortassa
Joan Solà Cortassa (Bell-lloc d'Urgell, 10 de gener de 1940 - Barcelona, 27 d'octubre de 2010) fou un lingüista i filòleg català. Des del 1984 fou catedràtic de llengua i literatura catalanes de la Universitat de Barcelona i des del 2009, vicepresident de l'Institut d'Estudis Catalans (IEC).

## Biografia
El 1965 es llicencià en filologia clàssica a la Universitat de Barcelona i el 1970 s'hi doctorà en filologia catalana amb la tesi "Problemes actuals de la gramàtica catalana". El 1977 obtingué el títol de màster en lingüística a la Universitat de Reading (Anglaterra).
Va ser professor en diversos centres docents (com la Universitat Autònoma de Barcelona) des del 1965 i des del 1984 fou catedràtic de llengua i literatura catalanes a la Universitat de Barcelona. Era membre de l'Associació Internacional de Llengua i Literatura Catalanes. Va ser codirector, amb Jordi Mir, de les Obres completes de Pompeu Fabra i director de la Gramàtica del català contemporani, i en morir treballava com a ponent en la nova gramàtica normativa de l'Institut d'Estudis Catalans, del qual era membre des del 1999. Publicà nombrosos estudis i quasi un miler d'articles als diaris, sobretot sobre temes de sintaxi i d'història de la llengua catalana.
Com a lingüista defensava que s'ha de distingir allò que és intern a la llengua d'allò que hi és extern (una cosa és allò que diu la gramàtica i l'altra l'ús real o no d'aquella estructura o frase); s'ha d'anar a fons en la integració dels grans dialectes (tots els dialectes han de ser respectats per la gramàtica i els parlants, ja que formen part dels nostres territoris. Tots són correctes. Tothom parla bé i no ha d'amagar-se perquè usi un dialecte o un altre arreu dels territoris catalans); s'ha de revisar amb compte la informació acumulada (hi ha molts estudis i gramàtiques. Cal seguir les normatives instaurades per l'IEC i si cal cercar més d'una gramàtica); hem de ser realistes (hi ha hagut molta immigració, repressions al català, males actituds envers la llengua, les quals han portat dificultats però cal que es generi un interès per la llengua. Avui dia ens hem d'adaptar als nous temps). S'han de crear tan poques dificultats com es pugui (estimular en termes positius i no raonaments únics i obligats. No centrar-se tant en l'aspecte normatiu de les faltes); i no s'ha de perdre de vista que treballem especialment per a les generacions que pugen (la llengua cal passar-la de generació en generació i de parlants nadius als nouvinguts perquè perduri i no es perdi, forma part de la riquesa cultural d'un país).
L'1 de juliol de 2009 pronuncià un discurs al Parlament de Catalunya, en aplicació per primera vegada de l'article 178 del reglament, segons el qual una “personalitat rellevant per la seva significació institucional, política, social, científica o cultural” pot ser invitada a intervenir en el ple. Amb el seu discurs ‘La paraula’, Solà va exposar davant dels parlamentaris la seva anàlisi sobre la mala salut -política, social i filològica- de la llengua i instava els diputats a fer-ne una defensa decidida. El seu darrer article, que va sortir publicat pocs dies abans de la seva mort, al suplement de cultura del diari Avui, era un comiat adreçat als lectors: "Adéu-siau i gràcies!".
Morí el 27 d'octubre de 2010 a Barcelona, als 70 anys. La capella ardent de Solà es va obrir al Paranimf de la Universitat de Barcelona l'endemà per a tothom qui ho volgués. El maig del 2011 va sortir a la venda L'última lliçó, el llibre pòstum de Joan Solà, que conté les seves intervencions del 2009, any en què va recollir tots els grans reconeixements, i altres textos.
La família Solà va fer donació de la seva biblioteca privada al CRAI Biblioteca de Lletres de la Universitat de Barcelona, i del seu arxiu personal a la Biblioteca de Catalunya.

## Premis
Entre els premis que li van concedir, cal mencionar el Premi a la Investigació Lingüística de la Fundació Enciclopèdia Catalana (1991) i el Premi de Recerca Crítica Serra d'Or per l'obra Història de la lingüística catalana, 1775-1900. Repertori crític (1999, escrit juntament amb Pere Marcet), el Premi Sanchis Guarner de la Fundació Jaume I per la Gramàtica del català contemporani (2002, dirigida juntament amb Maria-Rosa Lloret, Joan Mascaró i Manuel Pérez-Saldanya) o la medalla Narcís Monturiol al mèrit científic i tecnològic, per la seva tasca de recerca sincrònica i diacrònica en la llengua catalana, així com per la persistent tasca social de divulgació dels coneixements sobre aquesta llengua.
El 2005 va rebre la Creu de Sant Jordi. El 2009 va ser investit doctor honoris causa per la Universitat de Lleida i va rebre el premi d'Honor de les Lletres Catalanes, un guardó que concedeix l'associació Òmnium Cultural en reconeixement de la trajectòria cívica i al prestigi de l'obra publicada. El 2010 va ésser distingit en reconeixement de tota una trajectòria en defensa de la llengua i cultura catalanes durant els premis Joan Coromines, que atorga la Coordinadora d'Associacions per la Llengua catalana.
També el 2010 es va publicar el llibre Joan Solà. 10 textos d'homenatge, editat per companys del Departament de Filologia Catalana de la Universitat de Barcelona, en què diversos col·laboradors seus fan aportacions relacionades amb la seva figura i la seva obra.
El 2015, coincidint amb el cinquè aniversari de la seva mort, el Departament de Filologia Catalana de la Universitat de Barcelona va organitzar la I Jornada Joan Solà, en què es van tractar diversos aspectes de la seva obra i de la seva contribució a la lingüística catalana. Les ponències que van constituir aquesta jornada es van recollir en el volum Joan Solà, una memòria viva, editat el 2018 per Edicions de la Universitat de Barcelona.
El 2020, coincidint amb el desè aniversari de la seva mort, el Departament de Filologia Catalana i Lingüística General de la Universitat de Barcelona, va organitzar la II Jornada Joan Solà, amb el mateix objectiu. Les ponències es van recollir en el volum Seguint la petja de Joan Solà, editat el 2022 per Edicions de la Universitat de Barcelona.

## Obres destacades
- Estudis de sintaxi catalana (1972-1973)
- A l'entorn de la llengua (1977)
- Del català incorrecte al català correcte (1977)
- "Ser" i "estar" en el català d'avui (1981)
- Sintaxi generativa catalana (1986), amb Sebastià Bonet
- Qüestions controvertides de sintaxi catalana (1987)
- L'obra de Pompeu Fabra (1987)
- Bibliografia lingüística catalana del segle XIX (1989), amb Pere Marcet
- Lingüística i Normativa (1990)
- La llengua, una convenció dialèctica (1993)
- Sintaxi normativa: estat de la qüestió (1994)
- Llibre d'estil de l'Ajuntament de Barcelona (1995), ISBN 9788476096925.
- Ortotipografia. Manual de l'autor, l'autoeditor i el dissenyador gràfic [amb Josep M. Pujol]. Barcelona: Columna, 1995. (2.ª ed., 1995; 3ª ed., 2000)
- Història de la lingüística catalana, 1775-1900 (1998), amb Pere Marcet
- Parlem-ne (1999)
- Gramàtica del català contemporani (2002), dirigida amb Maria-Rosa Lloret, Joan Mascaró i Manuel Pérez-Saldanya
- Ensenyar la llengua (2003)
- Pompeu Fabra: vida i obra (2007), amb Jordi Ginebra[18]
- Plantem cara. Defensa de la llengua, defensa de la terra (2009)
- L'última lliçó (2011)